# Bonney Lake (Washington)
Bonney Lake je grad u američkoj saveznoj državi Washington. Prema popisu stanovništva iz 2010. u njemu je živjelo 17.374 stanovnika.